# Pardalot aladaurat
El pardalot aladaurat (Pardalotus rubricatus) és una espècie d'ocell de la família dels pardalòtids (Pardalotidae) que habita boscos clars del nord i centre d'Austràlia.